# Shawna Lenee
Shawna Lenee (Cleveland, 12 de abril de 1987) é uma atriz pornográfica e modelo erótica americana. Começou sua carreira no cinema adulto em 2005 aos 18 anos de idade.

## Carreira
Shawna se mudou para Los Angeles após completar 18 anos de idade com o objetivo de se tornar uma atriz pornô, uma ideia que foi levantada a partir dos 15 anos. Seus pais desaprovavam sua escolha de seguir na carreira da pornografia. Em 2005 ingressou no cinema adulto, e sua primeira cena foi no filme Service Animals #21. Ela afirma que só faz sexo anal com seu namorado, mas que não descarta fazer em cena.
Ela apareceu na capa da Penthouse na edição de julho de 2008, além de ser escolhida a Pet of the Month. Lenee apareceu novamente na Penthouse na edição de março de 2009 ao ser nomeada a Pet of the Year Runner-Up.

## Prêmios e indicações
- 2009: AVN Award – Best Supporting Actress – This Ain't the Munsters XXX — indicada[6]
- 2009: AVN Award – Best Threeway Sex Scene – Cheerleaders — indicada[6]
- 2010: AVN Award – Best All-Girl Group Sex Scene – Babes Illustrated 18 — indicada[7]
- 2010: AVN Award – Best Solo Sex Scene – Deviance — indicada[7]
- 2010: AVN Award – Unsung Starlet of the Year — venceu[8]
- 2011: AVN Award – Best All-Girl Three-Way Sex Scene – This Ain't I Dream of Jeannie XXX — indicada[9]
- 2011: AVN Award – Most Outrageous Sex Scene – Rocco's Bitch Party 2 — indicada[9]